# Schwarze Bohnenmuschel

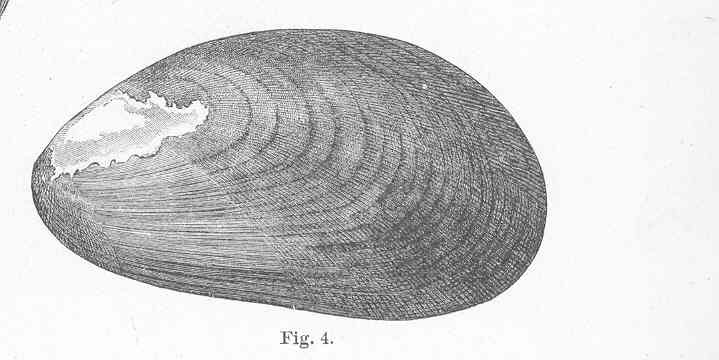
Schwarze Bohnenmuschel, Illustration

Die Schwarze Bohnenmuschel (Musculus niger) ist eine Muschel-Art aus der Familie der Miesmuscheln (Mytilidae).

## Merkmale
Das Gehäuse ist grob eiförmig mit einem stark gewölbten Dorsalrand und einem schwach gewölbten Ventralrand. Es wird bis etwa fünf Zentimeter lang, in Ausnahmefällen auch bis sieben Zentimeter. Der Wirbel befindet sich nahe dem Vorderende. Der vordere Schließmuskeleindruck ist lang, schmal und gebogen, der hintere Schließmuskel ist deutlich größer und breiter. Die Mantellinie ist nicht eingebuchtet. Das Schloss weist keine Zähne auf. Zwei radiale Felder gehen vom Wirbel aus, ein vorderes und ein hinteres Feld. Das vordere Feld weist 20 bis 25 radiale Rippen auf, das hintere Feld 40 bis 60 radiale Rippen. Der Gehäuserand ist im Bereich der Rippenfelder gekerbt. Die Grenze zwischen dem nicht berippten Mittelfeld und dem hinteren berippten Feld ist nicht scharf ausgeprägt. Die Anwachsstreifen sind nur schwach ausgebildet. Das Periostracum ist bei juvenilen Exemplaren gelblich, im Alter wird es zunehmend dunkler braun bis fast schwarz. Wird das Periostracum entfernt, ist die Schale gelb- bis violettbraun. Die perlmuttrige Innenseite ist dunkelblau bis violett gefärbt, angewitterte Klappen glänzen innen silbrig.

### Ähnliche Arten
Die Schwarze Bohnenmuschel ist deutlich größer als die Grüne Bohnenmuschel (Musculus discors) und die Marmorierte Bohnenmuschel (Modiolarca marmorata). Der Wirbel der Schwarzen Bohnenmuschel sitzt nicht soweit am Vorderende wie der Wirbel bei den genannten beiden Arten. Im Gegensatz zur Grünen Bohnenmuschel ist der Übergang vom mittleren zum hinteren Feld nicht kielartig ausgeprägt. Sowohl im vorderen wie auch im hinteren Rippenfeld sind mehr Rippen vorhanden.

## Geographische Verbreitung und Lebensweise
Die Schwarze Bohnenmuschel kommt in den Randbereichen des Nordatlantik und des Nordpazifik vor. Die Muscheln leben dort auf sandigen Schlick- oder schlickigen Sandböden von etwa 7 Meter Wassertiefe bis etwa 90 Meter Wassertiefe. Sie kommen auch in der Nordsee, dort bis etwa 75 Meter Wassertiefe, und in der westlichen Ostsee, hier von etwa 10 Meter bis 28 Meter Wassertiefe vor.
Die Tiere verankern sich mit Byssusfäden an Steinen oder Algen. Besonders ältere Exemplare sind regelrecht in ein Byssusgespinst eingehüllt.

## Entwicklung
Die Eier werden nicht in das freie Wasser abgegeben, sondern werden in gallertige Eischnüre eingehüllt und in ein Gebilde aus Byssusfäden abgelegt. Die Eier messen 0,52 × 0,36 mm und sind sehr dotterreich. Es werden keine freischwimmenden Larven gebildet, sondern die Jungmuscheln gehen nach dem Verlassen der Eischnüre rasch zum Bodenleben über.

## Taxonomie
Das Taxon wurde 1824 von John Edward Gray als Modiola nigra in die wissenschaftliche Literatur eingeführt. Er gab aber keine Beschreibung des neuen Taxon, sondern verwies dabei auf zwei ältere Arbeiten. Das World Register of Marine Species führt das Taxon als gültige Art.

## Belege